# Bundestagswahlkreis Euskirchen – Rhein-Erft-Kreis II
Der Wahlkreis Euskirchen – Rhein-Erft-Kreis II (Wahlkreis 91; bis zur Bundestagswahl 2021 Wahlkreis 92) ist ein Bundestagswahlkreis in Nordrhein-Westfalen. Er umfasst den gesamten Kreis Euskirchen und den südlichen Teil des Rhein-Erft-Kreises mit den drei Gemeinden Brühl, Erftstadt und Wesseling. Der Wahlkreis besteht in dieser Form seit der Bundestagswahl 1980 und trug bis zur Bundestagswahl 2009 den Namen 93 Euskirchen – Erftkreis II. Die Vorgängerwahlkreise umfassten ebenfalls stets den Kreis Euskirchen sowie verschiedene Gemeinden des heutigen Rhein-Erft-Kreises. Der Wahlkreis wurde bislang bei allen Bundestagswahlen vom jeweiligen Kandidaten der CDU gewonnen.

## Wahlkreisgeschichte
| Wahl      | Wahlkreisname                       | Gebiet |
| --------- | ----------------------------------- | --- |
| 1949      | 5 Bergheim – Euskirchen             | Kreis Euskirchen, Kreis Bergheim (Erft)                                                                   |
| 1953–1961 | 64 Bergheim (Erft) – Euskirchen     | Kreis Euskirchen, Kreis Bergheim (Erft)                                                                   |
| 1965–1972 | 57 Bergheim (Erft)                  | Kreis Euskirchen, Kreis Bergheim (Erft)                                                                   |
| 1976      | 57 Erftkreis II                     | Kreis Euskirchen, vom Erftkreis die Städte Erftstadt, Bergheim und Kerpen                                 |
| 1980–1998 | 58 Euskirchen – Erftkreis II        | Kreis Euskirchen, vom Rhein-Erft-Erftkreis (bis 2003 Erftkreis) die Städte Erftstadt, Brühl und Wesseling |
| 2002–2009 | 93 Euskirchen – Erftkreis II        | Kreis Euskirchen, vom Rhein-Erft-Erftkreis (bis 2003 Erftkreis) die Städte Erftstadt, Brühl und Wesseling |
| 2013–2021 | 92 Euskirchen – Rhein-Erft-Kreis II | Kreis Euskirchen, vom Rhein-Erft-Erftkreis (bis 2003 Erftkreis) die Städte Erftstadt, Brühl und Wesseling |
| 2025–     | 91 Euskirchen – Rhein-Erft-Kreis II | Kreis Euskirchen, vom Rhein-Erft-Erftkreis (bis 2003 Erftkreis) die Städte Erftstadt, Brühl und Wesseling |

## Wahlkreisabgeordnete
| Wahl | Abgeordneter | Abgeordneter  | Partei | Stimmen in % |
| ---- | ------------ | ------------- | ------ | ------------ |
| 1949 |              | Johannes Even | CDU    | 47,8         |
| 1953 | 56,3         | Johannes Even | CDU    |              |
| 1957 | 61,7         | Johannes Even | CDU    |              |
| 1961 | 57,0         | Johannes Even | CDU    |              |
| 1965 |              | Hans Verbeek  | CDU    | 56,0         |
| 1969 |              | Karl Gatzen   | CDU    | 48,5         |
| 1972 |              | Peter Milz    | CDU    | 48,8         |
| 1976 | 50,5         | Peter Milz    | CDU    |              |
| 1980 | 49,6         | Peter Milz    | CDU    |              |
| 1983 | 55,4         | Peter Milz    | CDU    |              |
| 1987 |              | Wolf Bauer    | CDU    | 50,8         |
| 1990 | 47,5         | Wolf Bauer    | CDU    |              |
| 1994 | 48,0         | Wolf Bauer    | CDU    |              |
| 1998 | 46,8         | Wolf Bauer    | CDU    |              |
| 2002 | 44,9         | Wolf Bauer    | CDU    |              |
| 2005 | 46,3         | Wolf Bauer    | CDU    |              |
| 2009 |              | Detlef Seif   | CDU    | 43,6         |
| 2013 | 50,9         | Detlef Seif   | CDU    |              |
| 2017 | 42,8         | Detlef Seif   | CDU    |              |
| 2021 | 34,6         | Detlef Seif   | CDU    |              |
| 2025 | 38,4         | Detlef Seif   | CDU    |              |

## Wahlergebnisse

### Bundestagswahl 2025
Der Wahlkreis trägt bei der Bundestagswahl 2025 die Nummer 91. Zur Wahl stehen:
| Kandidaten                                             | Kandidaten               | Parteien/Listen       | Erststimmen | Erststimmen | Zweitstimmen | Zweitstimmen |
| Kandidaten                                             | Kandidaten               | Parteien/Listen       | Stimmen     | %           | Stimmen      | %            |
| ------------------------------------------------------ | ------------------------ | --------------------- | ----------- | ----------- | ------------ | ------------ |
|                                                        | Andrea Kanonenberg       | SPD                   | 42.466      | 20,7        | 36.497       | 17,7         |
|                                                        | Detlef Seifgewählt im WK | CDU                   | 78.883      | 38,4        | 69.740       | 33,8         |
|                                                        | Christian Schubert       | Bündnis 90/Die Grünen | 19.549      | 9,5         | 22.512       | 10,9         |
|                                                        | Markus Herbrand          | FDP                   | 8.498       | 4,1         | 9.905        | 4,8          |
|                                                        | Rüdiger Lucassen         | AfD                   | 37.837      | 18,4        | 37.881       | 18,4         |
|                                                        | Georg Riemann            | Die Linke             | 11.457      | 5,6         | 12.960       | 6,3          |
|                                                        | Thomas Wiza              | Freie Wähler          | 2.885       | 1,4         | 1.433        | 0,7          |
|                                                        | –                        | Tierschutzpartei      | –           | –           | 2.813        | 1,4          |
|                                                        | –                        | dieBasis              | –           | –           | 595          | 0,3          |
|                                                        | –                        | Die PARTEI            | –           | –           | 1.028        | 0,5          |
|                                                        | –                        | Todenhöfer            | –           | –           | 334          | 0,2          |
|                                                        | Fabio Luca Centorbi      | Volt                  | 2.860       | 1,4         | 1.414        | 0,7          |
|                                                        | –                        | MLPD                  | –           | –           | 36           | 0,0          |
|                                                        | –                        | PdF                   | –           | –           | 371          | 0,2          |
|                                                        | Markus Hausmann          | Bündnis Deutschland   | 1.085       | 0,5         | 443          | 0,2          |
|                                                        | –                        | BSW                   | –           | –           | 8.216        | 4,0          |
|                                                        | –                        | MERA25                | –           | –           | 61           | 0,0          |
|                                                        | –                        | WerteUnion            | –           | –           | 135          | 0,1          |
| Gesamt                                                 | Gesamt                   | Gesamt                | 205.520     | 100         | 206.374      | 100          |
|                                                        |                          |                       |             |             |              |              |
| Ungültige Stimmen                                      | Ungültige Stimmen        | Ungültige Stimmen     | 2.052       | 1,0         | 1.198        | 0,6          |
| Wähler                                                 | Wähler                   | Wähler                | 207.572     | 83,5        | 207.572      | 83,5         |
| Wahlberechtigte                                        | Wahlberechtigte          | Wahlberechtigte       | 248.663     |             | 248.663      |              |
|                                                        |                          |                       |             |             |              |              |
| Quellen: Die Bundeswahlleiterin, Kandidaten – Ergebnis |                          |                       |             |             |              |              |

### Bundestagswahl 2021
| Kandidaten                                             | Kandidaten               | Parteien/Listen      | Erststimmen | Erststimmen | Zweitstimmen | Zweitstimmen |
| Kandidaten                                             | Kandidaten               | Parteien/Listen      | Stimmen     | %           | Stimmen      | %            |
| ------------------------------------------------------ | ------------------------ | -------------------- | ----------- | ----------- | ------------ | ------------ |
|                                                        | Detlef Seifgewählt im WK | CDU                  | 65.981      | 34,6        | 58.081       | 30,4         |
|                                                        | Dagmar Andres            | SPD                  | 50.892      | 26,7        | 50.949       | 26,6         |
|                                                        | Markus Herbrand          | FDP                  | 19.805      | 10,4        | 23.314       | 12,2         |
|                                                        | Rüdiger Lucassen         | AfD                  | 14.999      | 7,9         | 14.894       | 7,8          |
|                                                        | Marion Sand              | GRÜNE                | 25.005      | 13,1        | 26.161       | 13,7         |
|                                                        | Stefan Söhngen           | DIE LINKE            | 4.993       | 2,6         | 5.730        | 3,0          |
|                                                        | Jan-Luis Wolter          | Die PARTEI           | 2.690       | 1,4         | 1.631        | 0,9          |
|                                                        | –                        | Tierschutzpartei     | –           | –           | 2.828        | 1,5          |
|                                                        | Stefano Tuchscherer      | PIRATEN              | 1.189       | 0,6         | 825          | 0,4          |
|                                                        | Jörg Esser               | FREIE WÄHLER         | 2.724       | 1,4         | 1.628        | 0,9          |
|                                                        | –                        | NPD                  | –           | –           | 150          | 0,1          |
|                                                        | –                        | ÖDP                  | –           | –           | 133          | 0,1          |
|                                                        | –                        | V-Partei³            | –           | –           | 132          | 0,1          |
|                                                        | –                        | Gesundheitsforschung | –           | –           | 271          | 0,1          |
|                                                        | –                        | MLPD                 | –           | –           | 22           | 0,0          |
|                                                        | –                        | Die Humanisten       | –           | –           | 138          | 0,1          |
|                                                        | –                        | DKP                  | –           | –           | 23           | 0,0          |
|                                                        | –                        | SGP                  | –           | –           | 19           | 0,0          |
|                                                        | Paulo Jesus Pinto        | dieBasis             | 2.505       | 1,3         | 2.187        | 1,1          |
|                                                        | –                        | Bündnis C            | –           | –           | 95           | 0,0          |
|                                                        | –                        | du.                  | –           | –           | 87           | 0,0          |
|                                                        | –                        | LIEBE                | –           | –           | 290          | 0,2          |
|                                                        | –                        | LKR                  | –           | –           | 52           | 0,0          |
|                                                        | –                        | PdF                  | –           | –           | 72           | 0,0          |
|                                                        | –                        | LfK                  | –           | –           | 238          | 0,1          |
|                                                        | –                        | Team Todenhöfer      | –           | –           | 740          | 0,4          |
|                                                        | –                        | Volt                 | –           | –           | 584          | 0,3          |
| Gesamt                                                 | Gesamt                   | Gesamt               | 190.783     | 100         | 191.274      | 100          |
|                                                        |                          |                      |             |             |              |              |
| Ungültige Stimmen                                      | Ungültige Stimmen        | Ungültige Stimmen    | 2.031       | 1,1         | 1.540        | 0,8          |
| Wähler                                                 | Wähler                   | Wähler               | 192.814     | 77,4        | 192.814      | 77,4         |
| Wahlberechtigte                                        | Wahlberechtigte          | Wahlberechtigte      | 249.198     |             | 249.198      |              |
|                                                        |                          |                      |             |             |              |              |
| Quellen: Die Bundeswahlleiterin, Kandidaten – Ergebnis |                          |                      |             |             |              |              |

### Bundestagswahl 2017
| Gegenstand der Nachweisung | Gegenstand der Nachweisung | Erst- stimmen | Erst- stimmen | Zweit- stimmen | Zweit- stimmen |
| Bewerber                   | Partei                     | Anzahl        | %             | Anzahl         | %              |
| -------------------------- | -------------------------- | ------------- | ------------- | -------------- | -------------- |
| Wahlberechtigte            | Wahlberechtigte            | 246.753       | 100,0         | 246.753        | 100,0          |
| Wähler                     | Wähler                     | 187.796       | 76,1          | 187.796        | 76,1           |
| Ungültige Stimmen          | Ungültige Stimmen          | 2.221         | 1,2           | 1.600          | 0,9            |
| Gültige Stimmen            | Gültige Stimmen            | 185.575       | 98,8          | 186.196        | 99,1           |
| davon                      |                            |               |               |                |                |
| Detlef Seif                | CDU                        | 79.493        | 42,8          | 66.503         | 35,7           |
| Ute Meiers                 | SPD                        | 48.592        | 26,2          | 43.498         | 23,4           |
| Hans-Werner Ignatowitz     | GRÜNE                      | 10.689        | 5,8           | 12.447         | 6,7            |
| Susanne Schütze-Lülsdorf   | DIE LINKE                  | 10.835        | 5,8           | 11.403         | 6,1            |
| Markus Herbrand            | FDP                        | 18.316        | 9,9           | 27.410         | 14,7           |
| Rüdiger Lucassen           | AfD                        | 17.650        | 9,5           | 18.325         | 9,8            |
|                            | PIRATEN                    | –             | –             | 666            | 0,4            |
|                            | NPD                        | –             | –             | 452            | 0,2            |
|                            | Die PARTEI                 | –             | –             | 1.256          | 0,7            |
|                            | FREIE WÄHLER               | –             | –             | 607            | 0,3            |
|                            | Volksabstimmung            | –             | –             | 219            | 0,1            |
|                            | ÖDP                        | –             | –             | 175            | 0,1            |
|                            | MLPD                       | –             | –             | 55             | 0,0            |
|                            | SGP                        | –             | –             | 12             | 0,0            |
|                            | AD-Demokraten              | –             | –             | 304            | 0,2            |
|                            | BGE                        | –             | –             | 213            | 0,1            |
|                            | DiB                        | –             | –             | 206            | 0,1            |
|                            | DKP                        | –             | –             | 27             | 0,0            |
|                            | DM                         | –             | –             | 200            | 0,1            |
|                            | Die Humanisten             | –             | –             | 89             | 0,0            |
|                            | Gesundheitsforschung       | –             | –             | 205            | 0,1            |
|                            | Tierschutzpartei           | –             | –             | 1.707          | 0,9            |
|                            | V-Partei³                  | –             | –             | 217            | 0,1            |

### Bundestagswahl 2013
| Gegenstand der Nachweisung | Gegenstand der Nachweisung | Erst- stimmen | Erst- stimmen | Zweit- stimmen | Zweit- stimmen |
| Bewerber                   | Partei                     | Anzahl        | %             | Anzahl         | %              |
| -------------------------- | -------------------------- | ------------- | ------------- | -------------- | -------------- |
| Wahlberechtigte            | Wahlberechtigte            | 245.268       | 100,0         | 245.268        | 100,0          |
| Wähler                     | Wähler                     | 178.218       | 72,7          | 178.218        | 72,7           |
| Ungültige Stimmen          | Ungültige Stimmen          | 3.940         | 2,2           | 2.747          | 1,5            |
| Gültige Stimmen            | Gültige Stimmen            | 174.278       | 100,0         | 175.471        | 100,0          |
| davon                      |                            |               |               |                |                |
| Detlef Seif                | CDU                        | 88.759        | 50,9          | 79.055         | 45,1           |
| Helga Kühn-Mengel          | SPD                        | 53.703        | 30,8          | 46.982         | 26,8           |
| Gabi Molitor               | FDP                        | 6.101         | 3,5           | 11.611         | 6,6            |
| Jörg Kutzer                | GRÜNE                      | 10.066        | 5,8           | 12.544         | 7,1            |
| Florian Völlger            | DIE LINKE                  | 8.166         | 4,7           | 9.075          | 5,2            |
| Thomas Winzberg            | PIRATEN                    | 4.894         | 2,8           | 3.826          | 2,2            |
| Christiane Jütten          | NPD                        | 2.589         | 1,5           | 1.702          | 1,0            |
|                            | REP                        | –             | –             | 191            | 0,1            |
|                            | Bündnis 21/RRP             | –             | –             | 94             | 0,1            |
|                            | Volksabstimmung            | –             | –             | 473            | 0,3            |
|                            | ÖDP                        | –             | –             | 213            | 0,1            |
|                            | MLPD                       | –             | –             | 35             | 0,0            |
|                            | BüSo                       | –             | –             | 24             | 0,0            |
|                            | PSG                        | –             | –             | 33             | 0,0            |
|                            | AfD                        | –             | –             | 7.183          | 4,1            |
|                            | BIG                        | –             | –             | 96             | 0,1            |
|                            | pro Deutschland            | –             | –             | 489            | 0,3            |
|                            | DIE RECHTE                 | –             | –             | 20             | 0,0            |
|                            | FREIE WÄHLER               | –             | –             | 576            | 0,3            |
|                            | Nichtwähler                | –             | –             | 277            | 0,2            |
|                            | PDV                        | –             | –             | 210            | 0,1            |
|                            | Die PARTEI                 | –             | –             | 762            | 0,4            |

### Bundestagswahl 2009
| Gegenstand der Nachweisung | Gegenstand der Nachweisung | Erst- stimmen | Erst- stimmen | Zweit- stimmen | Zweit- stimmen |
| Bewerber                   | Partei                     | Anzahl        | %             | Anzahl         | %              |
| -------------------------- | -------------------------- | ------------- | ------------- | -------------- | -------------- |
| Wahlberechtigte            | Wahlberechtigte            | 245.382       | 100,0         | 245.382        | 100,0          |
| Wähler                     | Wähler                     | 176.069       | 71,8          | 176.069        | 71,8           |
| Ungültige Stimmen          | Ungültige Stimmen          | 3.421         | 1,9           | 2.576          | 1,5            |
| Gültige Stimmen            | Gültige Stimmen            | 172.648       | 100,0         | 173.493        | 100,0          |
| davon                      |                            |               |               |                |                |
| Helga Kühn-Mengel          | SPD                        | 50.035        | 29,0          | 40.709         | 23,5           |
| Detlef Seif                | CDU                        | 75.290        | 43,6          | 63.653         | 36,7           |
| Gabi Molitor               | FDP                        | 20.620        | 11,9          | 32.011         | 18,5           |
| Dorothee Kroll             | GRÜNE                      | 12.239        | 7,1           | 15.126         | 8,7            |
| Anita Heinemeyer           | DIE LINKE                  | 11.679        | 6,8           | 13.139         | 7,6            |
| René Rothhanns             | NPD                        | 2.321         | 1,3           | 1.810          | 1,0            |
|                            | Die Tierschutzpartei       | –             | –             | 1.276          | 0,7            |
|                            | FAMILIE                    | –             | –             | 931            | 0,5            |
|                            | REP                        | –             | –             | 420            | 0,2            |
|                            | Volksabstimmung            | –             | –             | 209            | 0,1            |
|                            | MLPD                       | –             | –             | 43             | 0,0            |
|                            | PSG                        | –             | –             | 24             | 0,0            |
|                            | ZENTRUM                    | –             | –             | 103            | 0,1            |
|                            | BüSo                       | –             | –             | 40             | 0,0            |
|                            | DVU                        | –             | –             | 146            | 0,1            |
|                            | ödp                        | –             | –             | 160            | 0,1            |
|                            | PIRATEN                    | –             | –             | 2.523          | 1,5            |
|                            | RRP                        | –             | –             | 326            | 0,2            |
|                            | RENTNER                    | –             | –             | 844            | 0,5            |
| Jürgen Theo Schmitz        | Einzelbewerber             | 464           | 0,3           | –              | –              |

### Bundestagswahl 2005
| Gegenstand der Nachweisung | Gegenstand der Nachweisung | Erst- stimmen | Erst- stimmen | Zweit- stimmen | Zweit- stimmen |
| Bewerber                   | Partei                     | Anzahl        | %             | Anzahl         | %              |
| -------------------------- | -------------------------- | ------------- | ------------- | -------------- | -------------- |
| Wahlberechtigte            | Wahlberechtigte            | 243.187       | 100,0         | 243.187        | 100,0          |
| Wähler                     | Wähler                     | 190.431       | 78,3          | 190.431        | 78,3           |
| Ungültige Stimmen          | Ungültige Stimmen          | 3.442         | 1,8           | 2.984          | 1,6            |
| Gültige Stimmen            | Gültige Stimmen            | 186.989       | 100,0         | 187.447        | 100,0          |
| davon                      |                            |               |               |                |                |
| Helga Kühn-Mengel          | SPD                        | 73.415        | 39,3          | 65.444         | 34,9           |
| Wolf Bauer                 | CDU                        | 86.515        | 46,3          | 70.202         | 37,5           |
| Gabi Molitor               | FDP                        | 10.419        | 5,6           | 24.766         | 13,2           |
| Arvid Bell                 | GRÜNE                      | 6.774         | 3,6           | 12.973         | 6,9            |
| Michael Faber              | Die Linke.                 | 7.349         | 3,9           | 8.751          | 4,7            |
|                            | REP                        | –             | –             | 602            | 0,3            |
|                            | Die Tierschutzpartei       | –             | –             | 1.007          | 0,5            |
| Rudolf Motter              | NPD                        | 1.867         | 1,0           | 1.553          | 0,8            |
|                            | FAMILIE                    | –             | –             | 845            | 0,5            |
|                            | GRAUE                      | –             | –             | 710            | 0,4            |
|                            | PBC                        | –             | –             | 152            | 0,1            |
|                            | ZENTRUM                    | –             | –             | 79             | 0,0            |
|                            | BüSo                       | –             | –             | 54             | 0,0            |
|                            | Deutschland                | –             | –             | 177            | 0,1            |
|                            | MLPD                       | –             | –             | 31             | 0,0            |
|                            | PSG                        | –             | –             | 101            | 0,1            |
| Naci Sahin                 | Einzelbewerber             | 650           | 0,3           | –              | –              |

### Bundestagswahl 2002
| Gegenstand der Nachweisung | Gegenstand der Nachweisung | Erst- stimmen | Erst- stimmen | Zweit- stimmen | Zweit- stimmen |
| Bewerber                   | Partei                     | Anzahl        | %             | Anzahl         | %              |
| -------------------------- | -------------------------- | ------------- | ------------- | -------------- | -------------- |
| Wahlberechtigte            | Wahlberechtigte            | 239.202       | 100,0         | 239.202        | 100,0          |
| Wähler                     | Wähler                     | 192.372       | 80,4          | 192.372        | 80,4           |
| Ungültige Stimmen          | Ungültige Stimmen          | 3.046         | 1,6           | 2.446          | 1,3            |
| Gültige Stimmen            | Gültige Stimmen            | 189.326       | 100,0         | 189.926        | 100,0          |
| davon                      |                            |               |               |                |                |
| Helga Kühn-Mengel          | SPD                        | 76.045        | 40,2          | 70.328         | 37,0           |
| Wolf Bauer                 | CDU                        | 84.913        | 44,9          | 77.607         | 40,9           |
| Ingo Wolf                  | FDP                        | 17.272        | 9,1           | 20.879         | 11,0           |
| Peter von Wilcken          | GRÜNE                      | 9.037         | 4,8           | 15.312         | 8,1            |
| Katina Schubert            | PDS                        | 2.059         | 1,1           | 1.843          | 1,0            |
|                            | REP                        | –             | –             | 603            | 0,3            |
|                            | GRAUE                      | –             | –             | 354            | 0,2            |
|                            | Die Tierschutzpartei       | –             | –             | 705            | 0,4            |
|                            | FAMILIE                    | –             | –             | 483            | 0,3            |
|                            | NPD                        | –             | –             | 368            | 0,2            |
|                            | PBC                        | –             | –             | 139            | 0,1            |
|                            | ödp                        | –             | –             | 63             | 0,0            |
|                            | CM                         | –             | –             | 82             | 0,0            |
|                            | DIE FRAUEN                 | –             | –             | 206            | 0,1            |
|                            | BüSo                       | –             | –             | 36             | 0,0            |
|                            | Die Violetten              | –             | –             | 62             | 0,0            |
|                            | ZENTRUM                    | –             | –             | 55             | 0,0            |
|                            | HP                         | –             | –             | 26             | 0,0            |
|                            | Schill                     | –             | –             | 775            | 0,4            |

### Bundestagswahl 1998
| Gegenstand der Nachweisung | Gegenstand der Nachweisung | Erst- stimmen | Erst- stimmen | Zweit- stimmen | Zweit- stimmen |
| Bewerber                   | Partei                     | Anzahl        | %             | Anzahl         | %              |
| -------------------------- | -------------------------- | ------------- | ------------- | -------------- | -------------- |
| Wahlberechtigte            | Wahlberechtigte            | 232.638       | 100,0         | 232.638        | 100,0          |
| Wähler                     | Wähler                     | 194.989       | 83,8          | 194.989        | 83,8           |
| Ungültige Stimmen          | Ungültige Stimmen          | 3.082         | 1,6           | 2.496          | 1,3            |
| Gültige Stimmen            | Gültige Stimmen            | 191.907       | 100,0         | 192.493        | 100,0          |
| davon                      |                            |               |               |                |                |
| Helga Kühn-Mengel          | SPD                        | 83.010        | 43,3          | 77.655         | 40,3           |
| Wolf Bauer                 | CDU                        | 89.726        | 46,8          | 77.737         | 40,4           |
| Günter Kirchner            | F.D.P.                     | 6.807         | 3,5           | 16.622         | 8,6            |
| Michaele Hustedt           | GRÜNE                      | 8.233         | 4,3           | 11.646         | 6,1            |
|                            | PDS                        | –             | –             | 1.770          | 0,9            |
|                            | Deutschland                | –             | –             | 79             | 0,0            |
|                            | APPD                       | –             | –             | 132            | 0,1            |
| Andreas Schumacher         | BüSo                       | 666           | 0,3           | 152            | 0,1            |
|                            | BFB – Die Offensive        | –             | –             | 148            | 0,1            |
|                            | Chance 2000                | –             | –             | 118            | 0,1            |
|                            | CM                         | –             | –             | 84             | 0,0            |
|                            | DVU                        | –             | –             | 1.316          | 0,7            |
| Dietrich Karl Henneberg    | GRAUE                      | 866           | 0,5           | 572            | 0,3            |
| Harald Niemeyer            | REP                        | 2.599         | 1,4           | 1.904          | 1,0            |
|                            | FAMILIE                    | –             | –             | 326            | 0,2            |
|                            | DIE FRAUEN                 | –             | –             | 137            | 0,1            |
|                            | Pro DM                     | –             | –             | 820            | 0,4            |
|                            | MLPD                       | –             | –             | 14             | 0,0            |
|                            | Tierschutz                 | –             | –             | 526            | 0,3            |
|                            | NPD                        | –             | –             | 161            | 0,1            |
|                            | NATURGESETZ                | –             | –             | 72             | 0,0            |
|                            | ödp                        | –             | –             | 112            | 0,1            |
|                            | PBC                        | –             | –             | 150            | 0,1            |
|                            | Nichtwähler                | –             | –             | 210            | 0,1            |
|                            | PSG                        | –             | –             | 30             | 0,0            |

### Bundestagswahl 1994
| Gegenstand der Nachweisung | Gegenstand der Nachweisung | Erst- stimmen | Erst- stimmen | Zweit- stimmen | Zweit- stimmen |
| Bewerber                   | Partei                     | Anzahl        | %             | Anzahl         | %              |
| -------------------------- | -------------------------- | ------------- | ------------- | -------------- | -------------- |
| Wahlberechtigte            | Wahlberechtigte            | 226.723       | 100,0         | 226.723        | 100,0          |
| Wähler                     | Wähler                     | 189.725       | 83,7          | 189.725        | 83,7           |
| Ungültige Stimmen          | Ungültige Stimmen          | 5.906         | 3,1           | 4.024          | 2,1            |
| Gültige Stimmen            | Gültige Stimmen            | 183.819       | 100,0         | 185.701        | 100,0          |
| davon                      |                            |               |               |                |                |
| Helga Kühn-Mengel          | SPD                        | 71.735        | 39,0          | 69.381         | 37,4           |
| Wolf Bauer                 | CDU                        | 88.316        | 48,0          | 80.979         | 43,6           |
| Otto Graf Lambsdorff       | F.D.P.                     | 9.373         | 5,1           | 16.415         | 8,8            |
| Bernhard Kranz             | GRÜNE                      | 10.619        | 5,8           | 12.472         | 6,7            |
| Thomas Friedrich           | REP                        | 2.558         | 1,4           | 2.396          | 1,3            |
|                            | PDS                        | –             | –             | 1.207          | 0,6            |
|                            | Solidarität                | –             | –             | 48             | 0,0            |
|                            | BSA                        | –             | –             | 19             | 0,0            |
|                            | CM                         | –             | –             | 109            | 0,1            |
|                            | ZENTRUM                    | –             | –             | 55             | 0,0            |
| Franziska Wißmann          | DIE GRAUEN                 | 1.218         | 0,7           | 1.035          | 0,6            |
|                            | NATURGESETZ                | –             | –             | 171            | 0,1            |
|                            | MLPD                       | –             | –             | 14             | 0,0            |
|                            | Die Tierschutzpartei       | –             | –             | 581            | 0,3            |
|                            | ÖDP                        | –             | –             | 299            | 0,2            |
|                            | PBC                        | –             | –             | 159            | 0,1            |
|                            | STATT Partei               | –             | –             | 361            | 0,2            |

### Bundestagswahl 1990
| Gegenstand der Nachweisung | Gegenstand der Nachweisung | Erst- stimmen | Erst- stimmen | Zweit- stimmen | Zweit- stimmen |
| Bewerber                   | Partei                     | Anzahl        | %             | Anzahl         | %              |
| -------------------------- | -------------------------- | ------------- | ------------- | -------------- | -------------- |
| Wahlberechtigte            | Wahlberechtigte            | 222.448       | 100,0         | 222.448        | 100,0          |
| Wähler                     | Wähler                     | 179.509       | 80,7          | 179.509        | 80,7           |
| Ungültige Stimmen          | Ungültige Stimmen          | 2.713         | 1,5           | 2.326          | 1,3            |
| Gültige Stimmen            | Gültige Stimmen            | 176.796       | 100,0         | 177.183        | 100,0          |
| davon                      |                            |               |               |                |                |
| Helga Kühn-Mengel          | SPD                        | 63.740        | 36,1          | 61.632         | 34,8           |
| Wolf Bauer                 | CDU                        | 83.970        | 47,5          | 80.924         | 45,7           |
| Otto Graf Lambsdorff       | F.D.P.                     | 18.640        | 10,5          | 23.558         | 13,3           |
| Ursula Kollenbach          | GRÜNE                      | 6.708         | 3,8           | 6.275          | 3,5            |
| Ermin Andreas Deja         | CM                         | 447           | 0,3           | 287            | 0,2            |
|                            | DIE GRAUEN                 | –             | –             | 1.184          | 0,7            |
| Thomas Friedrich           | REP                        | 2.102         | 1,2           | 2.050          | 1,2            |
|                            | FRAUEN                     | –             | –             | 186            | 0,1            |
| Andreas Höveler            | NPD                        | 344           | 0,2           | 326            | 0,2            |
| Erich Dieter Ille          | ÖDP                        | 677           | 0,4           | 449            | 0,3            |
|                            | PDS                        | –             | –             | 248            | 0,1            |
|                            | Patrioten                  | –             | –             | 17             | 0,0            |
|                            | VAA                        | –             | –             | 47             | 0,0            |
| Ralf Schöbel               | Einzelbewerber             | 168           | 0,1           | –              | –              |

### Bundestagswahl 1949
|                   | Partei            | Anzahl  | %     |
| ----------------- | ----------------- | ------- | ----- |
| Wahlberechtigte   | Wahlberechtigte   | 119.961 | 100,0 |
| Wähler            | Wähler            | 100.220 | 83,5  |
| Ungültige Stimmen | Ungültige Stimmen | 3.893   | 3,9   |
| Gültige Stimmen   | Gültige Stimmen   | 96.327  | 100,0 |
| davon             |                   |         |       |
|                   | SPD               | 33.294  | 34,6  |
| Johannes Even     | CDU               | 46.087  | 47,8  |
|                   | FDP               | 5.634   | 5,8   |
|                   | KPD               | 3.017   | 3,1   |
|                   | ZENTRUM           | 3.716   | 3,9   |
|                   | DKP-DRP           | 1.213   | 1,3   |
|                   | RSF               | 323     | 0,3   |
|                   | RWVP              | 3.043   | 3,2   |